# Julija Wladimirowna Tschekaljowa
Julija Wladimirowna Tschekaljowa (russisch Юлия Владимировна Чекалёва, Transliteration: Julija Vladimirovna Čekalëva; * 6. Februar 1984 in Wologda, Russische SFSR, UdSSR) ist eine ehemalige russische Skilangläuferin.

## Werdegang
Tschekaljowa gab am 21. Januar 2006 beim Skiathlon in Oberstdorf ihr Debüt im Weltcup und lief dort als 19. auf Anhieb in die Punkteränge. In der folgenden Saison nahm sie in Sapporo erstmals an Nordischen Skiweltmeisterschaften teil, wo ihre beste Platzierung ein 16. Rang über 10 Kilometer Freistil war. Auch bei den Nordischen Skiweltmeisterschaften 2011 in Oslo gehörte sie zum russischen Kader und erreichte als bestes Ergebnis Rang sechs mit der Staffel. Im selben Winter bestritt sie ihre bis dahin beste Weltcupsaison, die sie als 16. im Gesamt- und 14. im Distanzweltcup beendete.
Nachdem sie aufgrund ihrer Schwangerschaft ein Jahr keine Rennen bestreiten konnte, stieg sie zum Auftakt der Saison 2012/13 wieder in den Weltcup ein. Als Zweite des Skiathlons beim vorolympischen Weltcup in Sotschi erreichte sie in diesem Winter erstmals überhaupt in einem Weltcuprennen einen Podestplatz. Mit einem weiteren Podestplatz über 30 Kilometer Freistil am Holmenkollen und einigen weiteren Top-Ten-Platzierungen belegte sie am Saisonende Rang zwölf in der Weltcupgesamt- und Rang neun in der Weltcupdistanzwertung.
Bei den Nordischen Skiweltmeisterschaften 2013 in der Region Val di Fiemme gewann Tschekaljowa zunächst Bronze über 10 Kilometer in der freien Technik und hatte zwei Tage später als Schlussläuferin des russischen Quartetts maßgeblichen Anteil am Gewinn der Bronzemedaille in der Staffel.
2017 wurde Tschekaljowa zunächst vom IOC wegen Dopings gesperrt und auf Lebenszeit von den Olympischen Spielen ausgeschlossen. In der Folge wurden auch von der FIS sämtliche Ergebnisse seit den Olympischen Spielen 2014 nachträglich gestrichen und aberkannt.

## Erfolge

### Siege bei Continental-Cup-Rennen
| Nr. | Datum             | Ort        | Disziplin       | Serie              |
| --- | ----------------- | ---------- | --------------- | ------------------ |
| 1.  | 12. Dezember 2009 | Alta Badia | 10 km klassisch | Alpencup           |
| 2.  | 18. Februar 2010  | Rybinsk    | 15 km klassisch | Eastern Europe Cup |

## Teilnahmen an Weltmeisterschaften und Olympischen Winterspielen

### Nordische Skiweltmeisterschaften
- 2007 Sapporo: 16. Platz 10 km Freistil, 22. Platz 30 km klassisch Massenstart
- 2011 Oslo: 6. Platz Staffel, 12. Platz 10 km klassisch, 12. Platz 15 km Skiathlon, 26. Platz 30 km Freistil Massenstart
- 2013 Val di Fiemme: 3. Platz Staffel, 3. Platz 10 km Freistil, 7. Platz 15 km Skiathlon, 13. Platz 30 km klassisch Massenstart

## Platzierungen im Weltcup

### Weltcup-Statistik
Die Tabelle zeigt die erreichten Platzierungen im Einzelnen.
- 1.–3. Platz: Anzahl der Podiumsplatzierungen
- Top 10: Anzahl der Platzierungen unter den ersten zehn
- Punkteränge: Anzahl der Platzierungen innerhalb der Punkteränge
- Starts: Anzahl gelaufener Rennen in der jeweiligen Disziplin
- Hinweis: Bei den Distanzrennen erfolgt die Einordnung gemäß FIS.

| Platzierung         | Distanzrennen a | Distanzrennen a | Distanzrennen a | Distanzrennen a | Distanzrennen a | Skiathlon Verfolgung | Sprint | Etappen- rennen b | Gesamt | Team c | Team c  |
| Platzierung         | ≤ 5 km          | ≤ 10 km         | ≤ 15 km         | ≤ 30 km         | > 30 km         | Skiathlon Verfolgung | Sprint | Etappen- rennen b | Gesamt | Sprint | Staffel |
| ------------------- | --------------- | --------------- | --------------- | --------------- | --------------- | -------------------- | ------ | ----------------- | ------ | ------ | ------- |
| 1. Platz            |                 |                 |                 |                 |                 |                      |        |                   |        |        |         |
| 2. Platz            |                 | 1               |                 |                 |                 | 1                    |        |                   | 2      |        | 1       |
| 3. Platz            | 1               |                 |                 | 1               |                 |                      |        |                   | 2      |        | 1       |
| Top 10              | 6               | 7               |                 | 1               |                 | 11                   |        | 3                 | 28     |        | 8       |
| Punkteränge         | 11              | 25              | 6               | 1               |                 | 24                   | 7      | 4                 | 78     | 1      | 9       |
| Starts              | 16              | 38              | 12              | 3               |                 | 31                   | 25     | 8                 | 133    | 1      | 9       |
| Stand: Karriereende |                 |                 |                 |                 |                 |                      |        |                   |        |        |         |

### Weltcup-Gesamtplatzierungen
| Saison  | Gesamt | Gesamt | Distanz | Distanz | Sprint | Sprint |
| Saison  | Punkte | Platz  | Punkte  | Platz   | Punkte | Platz  |
| ------- | ------ | ------ | ------- | ------- | ------ | ------ |
| 2005/06 | 12     | 94.    | 12      | 68.     | -      | -      |
| 2006/07 | 60     | 55.    | 44      | 40.     | -      | -      |
| 2007/08 | 74     | 48.    | 53      | 31.     | 9      | 62.    |
| 2008/09 | 24     | 72.    | 24      | 44.     | -      | -      |
| 2009/10 | 284    | 27.    | 189     | 20.     | 7      | 78.    |
| 2010/11 | 442    | 16.    | 305     | 14.     | 25     | 53.    |
| 2011/12 | -      | -      | -       | -       | -      | -      |
| 2012/13 | 559    | 12.    | 430     | 9.      | 5      | 72.    |
| 2013/14 | 442    | 15.    | 298     | 10.     | -      | -      |
| 2014/15 | 376    | 18.    | 328     | 9.      | -      | -      |
| 2015/16 | -      | -      | -       | -       | -      | -      |
| 2016/17 | 567    | 11.    | 367     | 10.     | -      | -      |